# Territoires du Nord de la Côte-de-l'Or
1er janvier 1902 – 6 mars 1957
(55 ans, 2 mois et 5 jours)
Entités suivantes :
- Dominion du Ghana

Les Territoires du Nord de la Côte-de-l'Or, communément appelés les Territoires du Nord, étaient un protectorat britannique en Afrique de l'Ouest de 1901 à 1957. Le protectorat était administré par le gouverneur colonial de la Côte-de-l'Or sous la direction d'un commissaire en chef résidant à Gambaga. Ces traités ont été conclus en 1896.
En vertu des traités, les chefs sont convenus de ne pas conclure de traités avec une autre puissance ou de céder des territoires ou d'accepter des protectorats sans le consentement de Sa Majesté britannique. Les Territoires du Nord ont été constitués en district en 1897. Les Territoires du Nord ont été officiellement établis en tant que protectorat en 1901 en vertu du décret en conseil des Territoires du Nord de 1901 pris le 26 septembre 1901. Les Territoires du Nord sont restés un protectorat jusqu'à ce que la Loi de 1957 sur l'indépendance du Ghana (en) annexe les Territoires du Nord en prévoyant que les territoires inclus immédiatement avant le 6 mars 1957 dans la Côte-de-l'Or devraient, à partir de ce jour, faire partie des dominions de Sa Majesté sous le nom de Ghana.

## Contexte historique
La Grande Dépression, qui a commencé vers le début des années 1880, a atteint son apogée vers 1890. L'économie d'exportation en Afrique de l'Ouest s'est presque complètement arrêtée en raison de la disparition croissante des entreprises importatrices en Europe et du manque de capitaux pour les start-up. Dans de nombreux endroits d'Europe, l'expansion économique des colonies était considérée comme une opportunité certaine de surmonter la crise, en particulier en Afrique, riche en matières premières. Pour ce faire, cependant, il était nécessaire de créer au préalable un cadre juridique qui non seulement permettait l'exploitation industrielle des sources de matières premières, mais pouvait également l'assurer avec la souveraineté de l'État. Des groupes de lobbyistes au sein des parlements européens ont demandé à plusieurs reprises « qu'il y ait quelque chose à faire », par exemple garantir l'exploitation de certaines sources étrangères de matières premières pour les industries européennes. Il n'est donc pas surprenant que la France et le Royaume-Uni aient conclu un accord en août 1890 pour séparer leurs sphères d'intérêt en Afrique de l'Ouest. Selon ce traité, l'ensemble du bassin du Niger en Afrique de l'Ouest a été déclaré zone d'intérêt britannique, tandis que le Haut-Niger et l'arc du Niger ont été donnés aux Français. Ce traité ne faisait aucune mention de l'arrière-pays de la Côte-de-l'Or ou d'autres régions de l'Afrique de l'Ouest. Cela était dû à certains États puissants qui existaient depuis longtemps dans ces régions, que ce soit l'empereur Mossi avec son empire, l'empire ashanti, le royaume du Dahomey ou les États corsaires qui n'avaient émergé que récemment sous le couvert de l'islam, comme Bissandougou de Samory Touré ou l'émirat Zabarima de Gazari ou Babatu, pour ne citer que les plus importants.
Le protectorat a été créé principalement afin d'avoir une base légale justifiant une action violente contre les armées corsaires de Samory Touré et de Babatu dan Isa opérant dans l'arrière-pays Ashanti, mais en même temps afin de protéger les zones de l'arrière-pays de la Côte-de-l'Or. L'objectif principal était de contrer les Français qui avançaient du nord-ouest et du nord et les Allemands qui avançaient vers l'intérieur des terres depuis l'est. La capitale du protectorat des territoires du nord de la Côte-de-l'Or et aussi le siège de l'administration coloniale était Tamale.

### Samory Touré

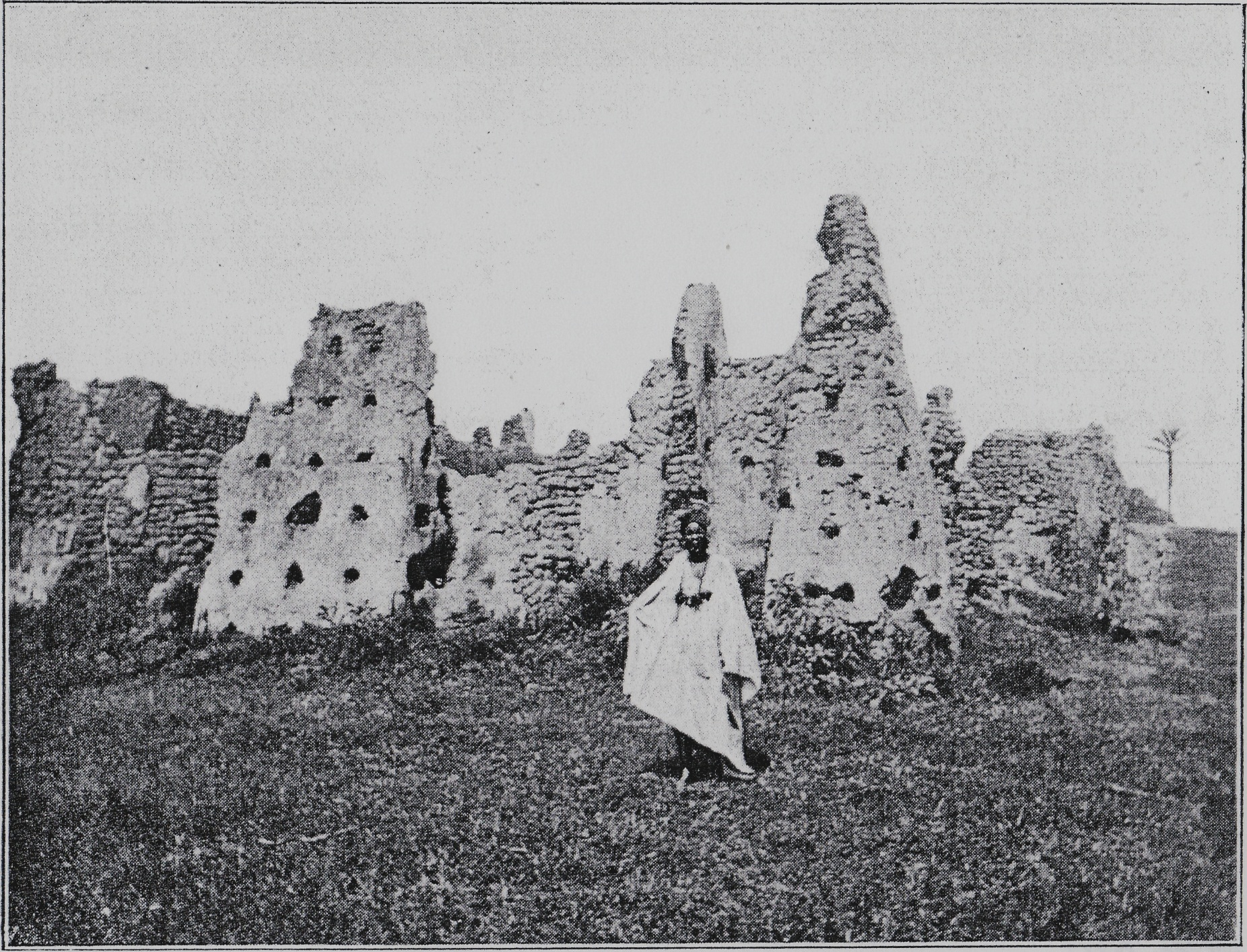
Devant une mosquée détruite par les troupes de sofas de Samory Touré près de Bouna (Côte d'Ivoire) en 1901/1903.

Avec l'appui des chefs locaux, les Français réussirent en 1892/1893 à expulser Samory Touré des régions du haut Niger et à le repousser vers le sud jusqu'au haut de la Volta Noire. Ici, Samory a fondé un nouvel État islamique avec Dabakala comme capitale, après que l'émergence de ses gangs de sofas meurtriers et pilleurs ait auparavant conduit à un certain dépeuplement dans de grandes parties de son nouveau « territoire d'État ». Une grande partie de la population avait été soit tuée, soit vendue comme esclave. La traite des esclaves constituait le fondement économique (à peu près le seul) du système étatique de Samory.
Au début de 1895, Samory Touré et son armée envahirent le royaume de Kong au sud de sa nouvelle domination. La ville commerçante autrefois florissante de Kong (la capitale du royaume du même nom), qui comptait auparavant 20 000 habitants, a été réduite à des décombres fumants après le massacre des gangs de sofas de Samory. C'est arrivé à beaucoup d'autres endroits dans cette région. Dans l'arrière-pays Ashanti, il y a également eu des escarmouches précoces entre les troupes de sofas de Samory et des unités militaires britanniques dans la première moitié de 1896, particulièrement concentrées dans la région de Wa et dans la région de Banda. De nombreuses localités furent conquises par les uns et reprises peu de temps après par les autres. A cela s'ajoutaient les escarmouches constantes entre les sofas et les Français dans le nord, qui poussaient Samory toujours plus au sud. Mais ce n'était pas le seul domaine de tension. La situation politique dans les Territoires du Nord a été encore compliquée par la concurrence britannique et française sur la question du territoire Gourounsi. D'une part, chacun voulait planter son propre drapeau ici, mais d'autre part, ils voulaient aussi empêcher une éventuelle invasion des Allemands, qui avançaient de l'est. En juin 1896, au cours des combats de Samory, Wa est occupée par les troupes françaises. Cela a déclenché la sonnette d'alarme parmi les Britanniques, qui se sont précipités pour parvenir à un accord avec Samory, mais ont échoué. Du point de vue britannique, une guerre ouverte sur deux fronts menaçait, qu'ils tentèrent de contourner en forçant Samory à une action directe, qui tenta cependant indirectement de combattre les Français sans avoir à déclarer la guerre à la France. Londres autorise alors le gouverneur en juin 1896 à prendre Bondoukou par la force si nécessaire. Le prétexte officiel était de mettre fin aux activités des Samory par tous les moyens nécessaires.

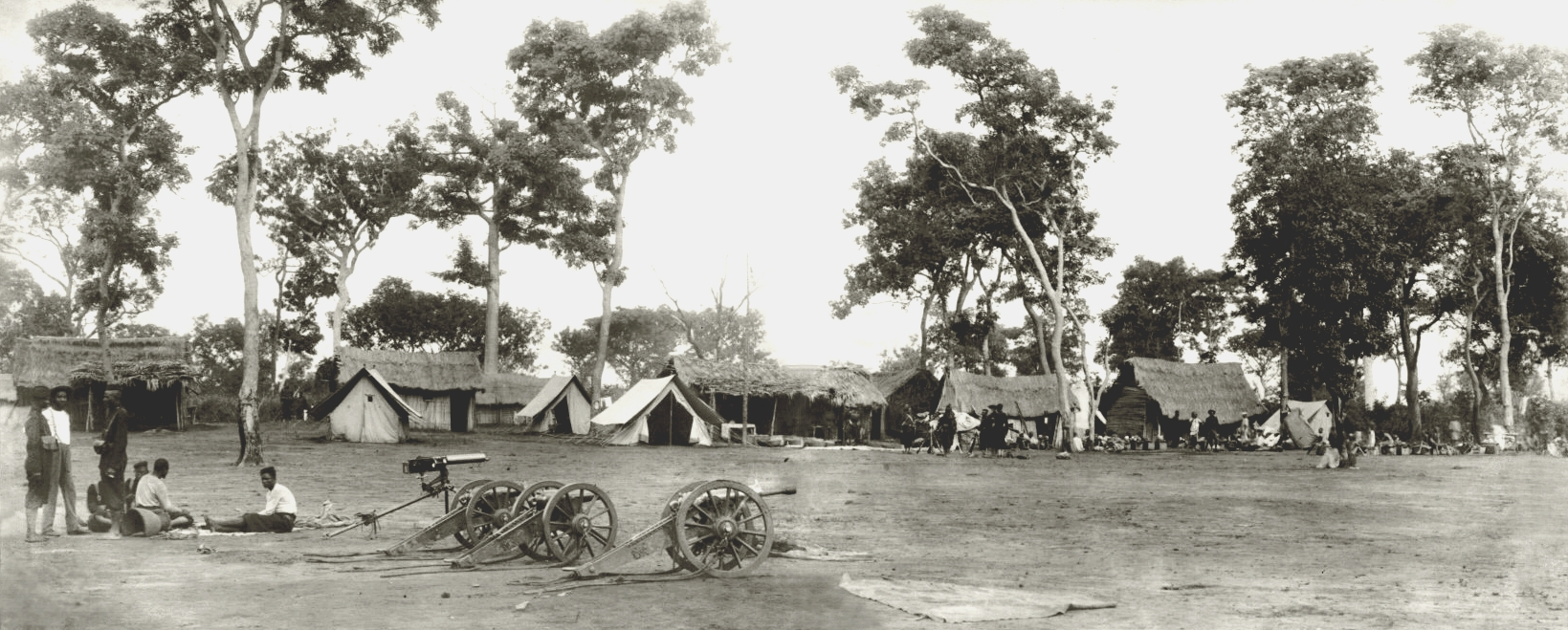
Campement britannique près de Kintampo (zone frontalière orientale de la zone de Banda) en 1897.

Le gouvernement britannique a ensuite envoyé des unités militaires dans les régions de la Volta noire pour combattre les gangs meurtriers de Samory, mais les troupes de Samory ont réussi à plusieurs reprises à échapper aux escarmouches avec les Britanniques. Le 29 mars 1897, une bataille majeure éclate entre les unités britanniques sous le commandement de Francis B. Henderson et les troupes de Samory. D'autres batailles ont suivi, par exemple le 7 avril 1897 près de Wa, où George E. Ferguson, un officier britannique de haut rang, a également été tué.

### L'affaire de Bondoukou
En juin 1897, l'inspecteur général britannique à Kumasi, O. Mitchell, reçut l'ordre d'expulser tous les sofas de la région de Banda et également d'explorer leur position à Bondoukou. Peu de temps après, Mitchell reçut des envoyés du chef Pape, qui intriguait contre Samory. Après la mort de Gyamanhene Agyemang au début de 1897, il avait repris les affaires de l'État du royaume de Gyaman en tant que régent par intérim jusqu'à ce qu'un nouveau roi soit élu. Pape informa Mitchell qu'un grand nombre de gens de Samory étaient partis pour Bouna dès mai 1897 et que lui et ses partisans étaient prêts à coopérer avec les Britanniques pour chasser complètement l'ennemi de Bondoukou. Bien que conscients que Gyaman était officiellement un protectorat français, les deux parties sont convenues qu'un détachement militaire britannique devrait occuper la ville le 7 juillet 1897 au milieu d'une révolte générale déclenchée par le peuple de Pape. Cependant, sans obtenir l'autorisation du gouverneur Maxwell, Mitchell quitta sa base dans la région de Banda le 5 juillet 1897 et se dirigea vers Bondoukou via Tambi avec un détachement militaire.
Le 6 juillet 1897, Bondoukou était au milieu de la cérémonie d'installation du nouvel imam Kunadi Timitay lorsque la nouvelle arriva que des hommes blancs avec des canons étaient en route pour Tambi. Le chef Pape a alors nié toute connaissance de l'avancée britannique vers Bakari, le « lieutenant en chef » de Samory à Bondoukou, lorsqu'il l'a interrogé. Bakari quitta alors la ville avec la plupart de ses sofas le matin du 7 juillet 1897, tandis que son adjudant en chef, Sanusi Dyabi, tentait de rassembler les habitants de Bondoukou et de les persuader de « l'émigration massive » vers le nord. Cependant, ceux qu'il avait rassemblés se sont à nouveau dispersés à la première occasion. Furieux du manque de coopération, Sanusi a ordonné que Bondoukou soit brûlé à la tombée de la nuit. C'est exactement à ce moment que le feu des canons de Mitchell a commencé. À la tombée de la nuit, les Britanniques ont poursuivi les sofas en fuite jusqu'à Barabo, mais Mitchell n'a pas jugé opportun d'avancer davantage. Après une discussion avec le chef Pape, il fut finalement proclamé nouveau roi de Bondoukou, et le 9 juillet 1897, Mitchell et son peuple se retirèrent vers Banda, laissant quatre soldats à Bokari pour observer les mouvements de sofas. Le gouverneur français de Grand-Bassam était indigné, le gouverneur Maxwell était plus qu'embarrassé par l'action arbitraire de Mitchell - mais les Gyamans se réjouissaient.

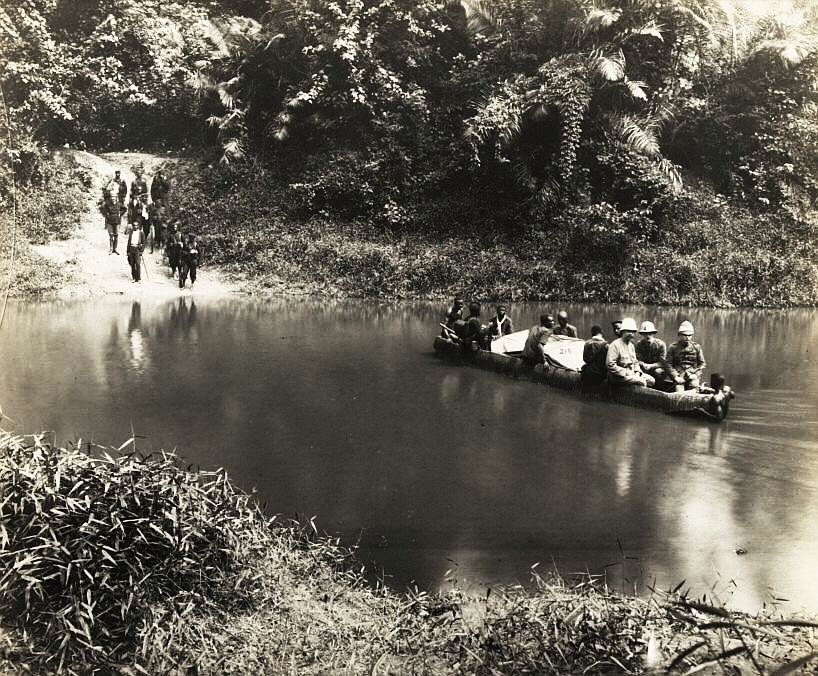
Le gouverneur britannique Maxwell traversant le Pra en route vers Bondoukou en septembre 1897.

Afin d'empêcher de nouvelles actions des troupes britanniques sur le territoire actuellement sous protection française, les troupes françaises ont été immédiatement déployées pour occuper Gyaman. La même année 1897, la partie ouest de Gyaman était sous contrôle français, tandis que les Britanniques occupaient à leur tour la partie orientale sur ordre du gouverneur Maxwell de Banda. Les unités britanniques atteignirent Bondoukou le 2 septembre 1897. Le gouverneur Maxwell se rend alors lui-même à Bondoukou, où il arrive le 27 septembre 1897. De nombreuses conversations eurent lieu et après avoir attendu la réponse à un message envoyé à Samory, Maxwell entreprit son voyage de retour le 23 octobre 1897. Quatre jours plus tard, un détachement militaire britannique d'environ 300 hommes sous le commandement du capitaine Jenkinson se lance dans une campagne contre Samory, même accompagné de l'imam Kunadi Timitay, du chef Pape et de nombreux nobles Gyaman et leurs vassaux. Ils voulaient empêcher à tout prix le retour des gangs de sofas de Samory.

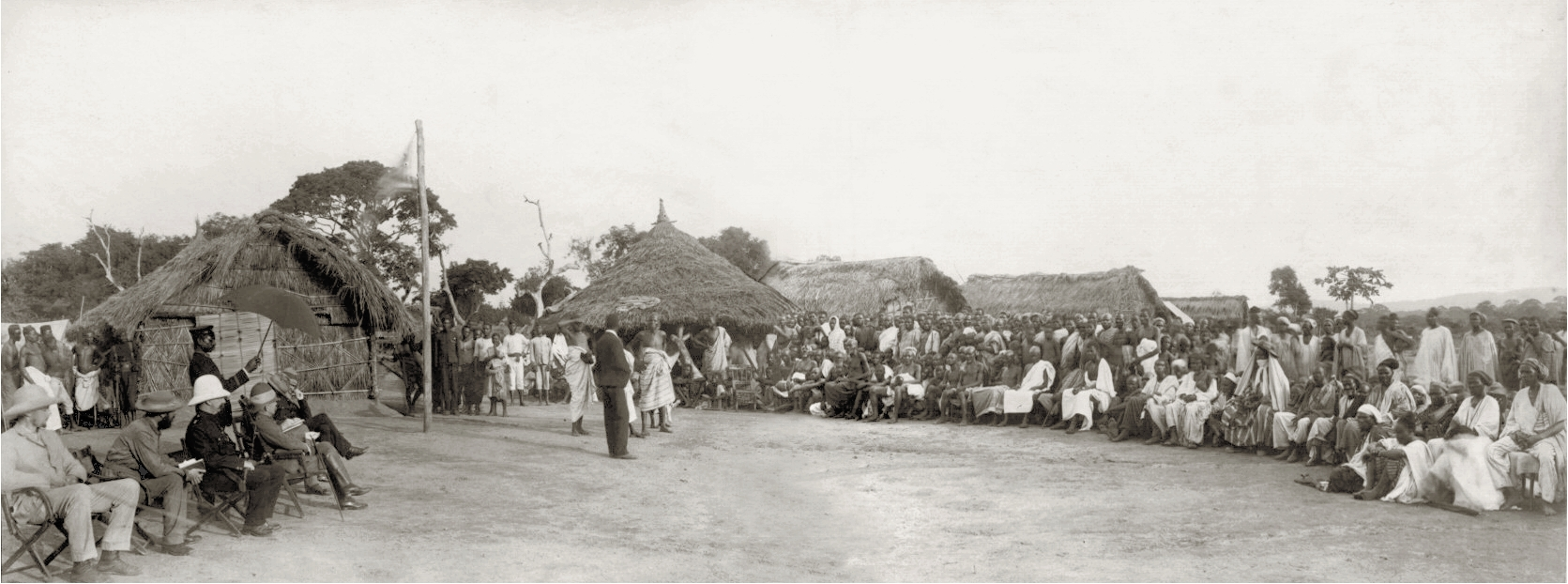
Le gouverneur britannique Maxwell en palabre avec des chefs à Bondoukou, le 27 septembre 1897 ou quelques jours plus tard.

Au vu des activités britanniques, les Français ont décidé de prendre possession complète de Gyaman. Le capitaine François Joseph Clozel reçut donc l'ordre à Assikasso le 19 novembre 1897 de se rendre sans délai à Bondoukou et d'occuper la ville. Il atteignit la ville le 5 décembre 1897 et la trouva dans un état désolé. De nombreuses maisons ont été détruites. Enfin, le 17 décembre 1897, l'imam Kunadi revint de sa campagne de Samoryan avec environ 200 partisans armés, le chef Pape devait suivre plus tard. Kunadi a conclu un nouvel accord avec Clozel et a également négocié la soumission du chef Pape à la suzeraineté française.

### La fin de Samory
Pendant ce temps encerclé par les Français et les Britanniques, Samory tente de percer vers le nord-ouest avec ses gangs sofas et est finalement capturé par les Français le 29 septembre 1898 près de Guélémou (Côte d'Ivoire). Il fut ensuite exilé au Gabon, où il mourut en 1900. Son système politique précédent a été déclaré dissous après la prise et son territoire incorporé à celui de la colonie de l'Afrique occidentale française.

### Le Marka Jihad et la bataille de Boussé
Les Marka islamiques avaient fondé leur propre État islamique en 1892 sous leur chef Al-Kari dans le nord-ouest et le centre de l'actuel Burkina Faso, avec Boussé comme capitale, qui devait devenir le point de départ d'un djihad « pour la propagation de la vraie foi », comme on l'appelait. Depuis le début de leur jihad, les guerriers Marka d'Al-Kari avaient connu un grand succès et conquis de grandes parties du Samoland (au nord-ouest de l'actuel Burkina Faso). Ici, cependant, ils rencontrèrent des unités militaires françaises qui avaient auparavant combattu avec les gangs de Samory et qui combattaient maintenant les troupes de Marka avec toute leur détermination. D'un point de vue militaire, les Français ont réalisé à l'époque un petit chef-d'œuvre. Le matin du 1er juillet 1894, les troupes françaises ont fait une apparition surprise complète à l'extérieur de la ville de Boussé, tandis que l'armée Marka réelle était au sud de Koumbara. A Boussé une bataille éclata avec les défenseurs, qui dura toute la journée. Al-Kari a été tué dans ces batailles, et il a été dit qu'aucun Marka n'a été retrouvé vivant par la suite, que ce soit sur le champ de bataille ou dans les décombres de la ville. L'armée Marka s'est complètement désintégrée après la nouvelle de la prise de leur capitale, une grande partie d'entre eux s'est tournée vers le sud pour rejoindre l'armée Zabarima des Babatu, qui se trouvaient dans le territoire des Gourounsi (au nord de l'actuel Ghana) à ce moment-là. Celui-ci n'était pas forcément considéré comme un ami de Samory, même s'il y avait eu des contacts entre les deux.

### L'éclatement de l'empire ashanti
Les États et territoires de la confédération Brong qui avaient précédemment formé les provinces du nord et du nord-est de l'État d'Ashanti avaient fait défection d'Asante et déclaré leur indépendance d'Asante dès les années 1870 et au-delà. Parmi eux, cependant, le roi d'Atebubu avait conclu un traité de protection avec les Britanniques le 25 novembre 1890.
Adansi, qui formait la province méridionale de l'empire Ashanti depuis le XVIIe siècle, signa également un traité d'amitié et de protection avec les Britanniques le 18 octobre 1895.
Sous prétexte de combattre les troupes de Samory, les troupes britanniques occupent la capitale Asante Kumasi le 17 janvier 1896 sur ordre du gouverneur Maxwell, après l'expiration d'un ultimatum donné à l'Asantehene et avec lequel les Britanniques exigent la nomination d'un délégué résident britannique à Kumasi. avais. Aux yeux des Britanniques, les Ashanti étaient de toute façon considérés comme des alliés de Samory, qui leur fournissait des armes européennes. Avec l'occupation de la ville, l' Asantehene et ses chefs les plus importants ont également été capturés par les Britanniques. Le 16 août 1896, le gouvernement britannique déclara officiellement que la monarchie d'Asante avait été abolie et le royaume dissous et que le territoire précédemment administré depuis Kumasi était désormais un protectorat du Royaume-Uni. L' Asantehene a été déporté avec son entourage aux Seychelles dans l'océan Indien.
Au vu des événements, les chefs d'Asunafo-Ahafo concluent également un traité de protection avec les Britanniques en 1896. Leur territoire était maintenant un protectorat britannique séparé avec le Kukumohene comme autorité politique suprême. Avec cela, le sud-ouest de l'ancien royaume Ashanti est également tombé.
Cependant, certaines régions sont restées fidèles aux Ashanti. Telle était par exemple la région d'Assikasso (à l'est de l'actuelle Côte d'Ivoire), qui était une province d'Asante depuis le XVIIIe siècle. Cependant, avec la victoire britannique sur Asante en 1874, Assikasso accède à l'indépendance. Compte tenu du déploiement britannique à Asante et de la poursuite de l'avancée des Britanniques vers le nord, les Français ont également tenté de montrer une présence militaire le plus rapidement possible et le plus près possible des protectorats britanniques. Entre autres, Un poste militaire français a également été installé à Assikasso, ce qui a cependant provoqué une résistance de la part des habitants. En 1898, donc, le poste militaire d'Assikasso fut assiégé par des guerriers locaux et un message fut envoyé au gouverneur français déclarant qu'ils étaient liés aux Ashantis et aux autres tribus Akan et que les Français n'avaient aucun droit sur le territoire Akan à occuper. Cependant, les Français considéraient Assikasso comme faisant partie du royaume de Gyaman, avec lequel un traité de protection avait été signé en 1888. Assikasso a ensuite été occupée par des unités militaires françaises en 1898 et officiellement déclarée partie de la colonie française de Côte d'Ivoire.

## L'établissement du protectorat
Avec l'action contre Samory et la répression du Marka Jihad, les Français avaient occupé de grandes parties du nord de la Côte d'Ivoire et du pays Mossi. Afin d'empêcher les Français et les Allemands de prendre le combat contre des rois corsaires comme Samory ou Babatu comme une opportunité d'occuper et de revendiquer des terres au nord de l'ancien empire ashanti, le protectorat britannique des Territoires du Nord a été établi sans plus tarder en 1897.

### Zabarima
Les Zabarima étaient d'abord venus à Dagomba comme marchands de chevaux au début des années 1860 ou peu avant. Cependant, comme les Dagomba avaient pris leur temps pour payer leurs marchandises, la plupart des commerçants Zabarima s'étaient installés en pays Dagomba. Afin de gagner leur vie, ils ont d'abord participé comme mercenaires aux chasses aux esclaves d'Adama, alors chef de Karaga à Dagomba. Dagomba était alors tributaire de l'empire ashanti et payait son tribut annuel principalement sous la forme d'esclaves. À la fin des années 1880, cependant, les Zabarima et Dagomba ont éclaté et les premiers se sont déplacés plus à l'ouest, poursuivant leurs propres chasses aux esclaves dans le pays Gurunsi et établissant finalement leur propre émirat ici. Le premier émir du pays Zabarima était Gazari, après sa mort, les chasses aux esclaves se sont poursuivies sous son successeur comme émir, Babatu dan Isa, dans ce qui est aujourd'hui le nord du Ghana et le sud du Burkina Faso. Bien qu'ils professent eux-mêmes la foi islamique, même les malams ont été capturés et vendus comme esclaves dans les régions qu'ils ont tourmentées.
Avec des alliés locaux, les Français ont finalement réussi à vaincre Babutu et son armée Zabarima à la bataille de Gadiogo (Burkina Faso) le 14 mars 1897. Le reste de ses troupes est de nouveau vaincu par les Français le 23 juin 1897 près de Doucie (Burkina Faso). Cependant, une partie des troupes de Zabarima réussit à fuir vers le sud, où elles combattirent constamment avec des unités militaires britanniques d'octobre 1897 jusqu'à ce que finalement en juin 1898, le dernier vestige de l'armée privée de Babutu soit vaincu.

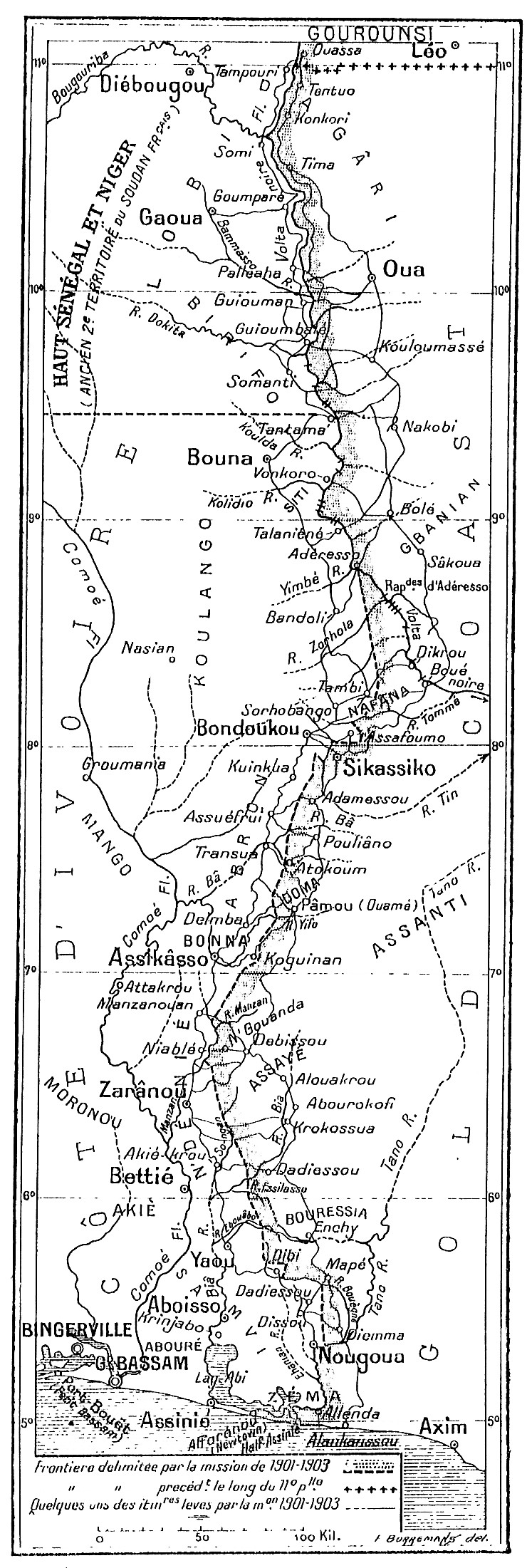
La frontière occidentale de la colonie de la Côte-de-l'Or selon l'accord franco-britannique de 1902/1903.

### Démarcation
Les représentants des gouvernements français et britannique avaient déjà conclu un autre accord temporaire le 20 avril 1897 près de Yaruba sur la délimitation de leurs zones d'intérêt dans les régions de la Haute-Volta, qui fut à nouveau amendé par un traité frontalier du 14 juin 1898. Grosso modo, cette ligne forme aussi la frontière actuelle entre le Ghana et le Burkina Faso.
En ce qui concerne la frontière orientale du protectorat, les représentants du Royaume-Uni et de l'Empire allemand ont signé le 14 novembre 1898 un accord sur la démarcation de leurs sphères d'intérêt respectives entre l'arrière-pays de la Côte-de-l'Or et la région du Togoland. La zone neutre précédente dans la région de Salaga a été déclarée dissoute et une frontière a été tracée, qui s'étendait à peu près du nord au sud de l'embouchure de la rivière Dako dans la Volta sur de longues étendues le long de la rivière Dako. Les Mamprusi et les Tchokossi, sur le territoire desquels passait la frontière, étaient libres de se déplacer vers leurs compatriotes de l'autre côté de la frontière s'ils le souhaitaient. En ce qui concerne les Dagombas, cependant, organiser une telle entreprise était impossible en raison de la taille territoriale de leur zone de peuplement. Ils ont continué à être divisés.
En ce qui concerne la frontière occidentale, la question de Gyaman et les revendications territoriales associées des deux puissances royales, la France et le Royaume-Uni, ont empêché un accord rapide. Ce n'est qu'après d'âpres négociations diplomatiques qu'il a été convenu d'une commission mixte des frontières, qui devait parcourir les zones en 1902/1903 et fixer la frontière franco-britannique entre la côte maritime et le 11e degré de latitude nord, ce qui s'est alors produit. Le tracé de la frontière convenu à l'époque forme encore essentiellement la frontière ouest du Ghana avec la Côte d'Ivoire et dans la partie nord avec l'actuel Burkina Faso.
En 1956, à la suite d'un référendum sur le mandat britannique du Togo, qui existait depuis la Première Guerre mondiale, la frontière orientale du protectorat fut étendue plus à l'est. Aujourd'hui, cette ligne de frontière forme la partie supérieure de la frontière entre les Républiques du Ghana et du Togo.